# 242
242 (CCXLII) je bilo navadno leto, ki se je po julijanskem koledarju začelo na soboto.

## Dogodki
- 1. januar

## Rojstva
- Salonin, rimski cesar († 260)

## Smrti
- Ardašir I., sasanidski vladar Perzije (* neznano)